# Sam Worthington
Sam Worthington (* 2. srpna 1976, Godalming, Surrey, Anglie) je australský herec. Po narození se jeho rodina přestěhovala z Anglie do Perthu v Austrálii. Ve 22 letech vystudoval Australský národní institut dramatických umění. Herecky debutoval v roce 2000 v kritikou přijímaném filmu Tanečník. Do povědomí diváků se ale zapsal až rolemi ve snímcích Terminator Salvation a dobrodružném a komerčně úspěšném sci-fi filmu Avatar, které natočil v roce 2009.

## Filmografie

### Filmy
| Rok  | Název                             | Role                     | Poznámky    |
| ---- | --------------------------------- | ------------------------ | ----------- |
| 2000 | Tanečník                          | Mitchell Okden           |             |
| 2001 | Otázka života                     | Our Hero                 | Krátký film |
| 2002 | Hartova válka                     | Cpl. B.J. "Depot" Guidry |             |
| 2002 | Divoká noc                        | Darcy                    |             |
| 2003 | Vyrovnat si účty                  | Barry "Wattsy" Wirth     |             |
| 2004 | Salto do života                   | Joe                      |             |
| 2004 | Thunderstruck                     | Ronnie                   |             |
| 2004 | Blue Poles                        | Miles                    |             |
| 2005 | 6. Batalion                       | Pfc. Lucas               |             |
| 2005 | Fink!                             | Able                     |             |
| 2006 | Macbeth                           | Macbeth                  |             |
| 2007 | Krokodýl: Návrat do krvavé laguny | Neil                     |             |
| 2009 | Terminator Salvation              | Marcus Wright            |             |
| 2009 | Avatar                            | Jake Sully/Tom Sully     |             |
| 2010 | Souboj Titánů                     | Perseus                  |             |
| 2010 | Poslední noc                      | Michael Reed             |             |
| 2010 | Láska a nedůvěra                  | Miles                    |             |
| 2011 | Dluh                              | mladý David Peretz       |             |
| 2011 | Texaský kat                       | Detektiv Mike Sounder    |             |
| 2012 | Muž na hraně                      | Nick Cassidy             |             |
| 2012 | Hněv Titánů                       | Perseus                  |             |
| 2013 | Ve vlnách                         | JB                       |             |
| 2014 | Dort                              | Roy Collins              |             |
| 2014 | Papírové vlaštovky                | Jack Webber              |             |
| 2014 | Sabotáž                           | James Murray             |             |
| 2014 | Poslední úkryt                    | Moses                    |             |
| 2015 | Everest                           | Guy Cotter               |             |
| 2015 | Únos Freddy Heinekena             | Willem Holleeder         |             |
| 2016 | Hacksaw Ridge: Zrození hrdiny     | kapitán Glover           |             |
| 2017 | Modlitba lovce                    | Stephen Lucas            |             |
| 2017 | Chatrč                            | Mack Philips             |             |
| 2018 | The Titan                         | Rick Janssen             |             |
| 2019 | Roztříštění                       | Ray Monroe               |             |
| 2020 | Dreamland                         | —                        |             |
| 2020 | The Georgetown Project            | Joe                      |             |
| 2022 | Avatar: The Way of Water          | Jake Sully               |             |
| 2024 | Avatar: The Seed Bearer           | Jake Sully               |             |
| 2026 | Avatar: The Tulkun Rider          | Jake Sully               |             |
| 2028 | Avatar: The Quest for Eywa        | Jake Sully               |             |
| —    | The Last Son of Isaac Lemay       | —                        |             |
| —    | Lansky                            | —                        |             |
| —    | Gold                              | —                        |             |

### Televize
| Rok  | Název              | Role             | Poznámky                                    |
| ---- | ------------------ | ---------------- | ------------------------------------------- |
| 2000 | JAG                | Dunsmore         | díl: „Bumberang, část 1“                    |
| 2000 | Vodní krysy        | Phillip Champion | díl: „Able to Leap Tall Buildings“          |
| 2000 | Vesničtí poldové   | Shane Donovan    | díl: „Bloodlines“                           |
| 2004 | Love My Way        | Howard Light     | 10 dílů                                     |
| 2005 | The Surgeon        | Dr. Sam Dash     | 8 dílů                                      |
| 2006 | Temné příběhy      | Gus Rogers       | Epizoda: "Delivery Man"                     |
| 2015 | Bitva o Gallipoli  | Phillip Schuler  | 2 díly, mini-seriál, také výkonný producent |
| 2017 | Manhunt: Unabomber | Jim Fitzgerald   | hlavní role, 7 dílů                         |

### Videohry
| Rok  | Název                          | Role       | Poznámky |
| ---- | ------------------------------ | ---------- | -------- |
| 2010 | Call of Duty: Black Ops        | Alex Mason |          |
| 2011 | Call of Duty: Modern Warfare 3 | The Vet    | Trailer  |
| 2012 | Call of Duty: Black Ops II     | Alex Mason |          |
| 2018 | Call of Duty: Black Ops IV     | Alex Mason |          |